# Туризам у Алжиру
Алжир је највећа земља на афричком континенту и десета највећа држава на свету. Налази се у северној Африци, а једна од њених највећих туристичких атракција је Сахара, друга највећа пустиња на свету, где се налазе пешчане дине које могу да досегну и до 180 м у висину.
Алжир је део Светске туристичке организације од 1976. године, а по њеним извештајима, Алжир је представљао четврту најпопуларнију дестинацију у Африци 2013. године, са 2,7 милиона страних туриста и тако био рангиран 111. на светској туристичкој листи лондонског Светског туристичког већа и Путничког савета.
Главни конкуренти су медитеранске земље, од којих је већина развила снажно засновану економију у овом сектору. Туристички сектор је још увек неразвијен у Алжиру, у вези смештаја и других услуга. Из тог разлога, Влада Алжира је покренула стратешки план за подстицање овог сектора до 2025. године.
Према Галуповом закону који мери безбедности, Алжир је рангиран као 7. најсигурнија земља на свету 2017. године.
Према америчким извештајима Алжир је у 2018. години био међу најбољих 80 земаља света, а рангирање се заснива на основу неколико критеријума као што су пословање, држављанство, културни утицај, наслеђе, квалитет живота и могућност провода.
Амерички лист USA Today уврстио је град Константин међу једанаест градова које треба посетити у 2018. години.

## Туристичка политика
Током међународне и националне конференције о туризму покренут је пројекат који пружа нову динамику пријема и управљања туризмом у Алжиру, под називом Хоризонт 2025. Страни, углавном француски инвеститори најбоље су позиционирани на тржишту и фокусирају се углавном на пословну клијентелу.
Прва туристичка реклама у Алжиру објављена је како би привукла инвеститоре, али и стране купце као и развијање и увођење конференција и сајмова у земљи.
Фудбалер Зинедин Зидан, који је алжирског порекла био је једна од личности у реклами за туризам у Алжиру.
Влада је усвојила туристички план Алжира, али се до краја 2010. године само 10% туристичких структура придружило овом програму. Инвеститори су и даље заинтересовани за куповину, а алжирски туристички сектор има велики потенцијал, захваљујући плажама и Националном парку Ђурађура, његовим културним, природним и историјским богатством.

## Светска баштина

### Бени Хамад Форд
Бени Хамад Форд (на арапском :قلعة بني حماد) је утврђени град у Алжиру. Данас су од њега остале само рушевине, а у 11. веку служио је као главни град династије Хамадид. Налази се на планини Ходна, на надоморској висини од 1418 m. У непосредној близини налази се град, око 225 км југоистично од града Алжир. Године 1980. Унеско је уписао ово место у оквиру Светске баштине и описао га као аутентични историјски муслимански град.
У граду се налази 7 km зидова, а унутар њих се налази четири стамбена комплекса. Друга највећа џамија у Алжиру налази се управо у овом граду, њен минарет је висине 20 m. Ископавања на овом подручју открила су драгуље, кованице и керамику који сведоче о високом нивоу циливизације под династијом Хамадид. Такође, међу пронашеним предмета налази се и неколико украсних фонтана, остаци Емирске палате, која је имала три резиденције одвојене баштама и павиљонима.

### Џемила
Џемила (на арапском :جميلة) у преводу лепа је мало планинско село у Алжиру, у близини обале Средоземног мора. Село је познато по остацима риском града, а његове рувешине се сматрају најбоље очуваним остацима римско—берберског града, због чега је ово подручје 1982. године уписано као Светска баштина под окриљем Унеска.
Град је изграђен у 1. веку током владвине цара Нерве. Град је био насељен ветеранима римске војске, али је због успешне пољопривреде израстао у велико трговачко седиште.
Током 4. века град је био седишће хришћанства, изградњом базилике са крстионицом у јужном делу града. Након пада Западног римског царства град је напуштен и тек у 6. веку назван Џемила, али никада није израстао поново у град. На простору града налзе се два позоришта, храмови, базилике, старе улице и куће.

### Стара алжирска касба
Стара алжирска казба (на арапском :قصبة الجزائر) је била цитадела односно мали утврђени град. Под окриљем Унеска је од 1992. године. Град је био средње величине, иуграђен на брду у правцу мора и подељен на два дела. На његовом простору налазе се остаци џамије из 17. века, која је имала дваминарета и велике куполе. У граду се налазило и неколико палата, а једна од њих саграђена је 1791. године.

### Тумбзат
Тумбзат или м'заб (арапски: مزاب) је природни регион северног дела Сахаре у покрајини Гардаја. Налази се 600 ком јужно од града града Алжир, а према процени из 2005. године у њему је живело 360.000 становника. Становници града су Мозабити, огранак берберског племена Изнатен који су живели у великим пределима средњег и јужног Алжира. Слова и симболи гравирани су у давним временима око долина Тумбзата.
Регион је под окриљем Унеска од 1982. године.

### Тимгад
Тимгад (арапски, تيمقاد, латински Thamugas или Thamugadi) је био римски колонијални град у северној Африци који је основао император Трајан око 100. после Христа. Рушевине су познате по томе што су један од најбољих примера римског начина градње насеља у облику квадрата.
Рушевине града налазе се на 35° 27′ N 6° 38′ E / 35.450° С; 6.633° И у данашњем Алжиру, око 35 km од града Батна. Град је изграђен ex nihilo (на пустој земљи) као војна колонија, пре свега као бастион против Бербера са оближњих планина Аурес. Првобитно су га насељавали парћански ветерани римске војске којима је додељена земља за дугогодишњу војну службу. Налазећи се на раскршћу шест путева град је био опасан зидовима али није био утврђен. Првобитно пројектован за око 15.000 становника, град је убрзо прерастао своје првобитне границе и проширио се око квадратне основе на мање организован начин. Пописан је као Светска баштина под окриљем Унеска од 1982. године.
Капитолински храм је посвећен богу Јупитеру и отприлике је истих димензија као и Пантеон у Риму. У близини капитола је квадратна црква с кружном апсидом која датира из 7. века. Југоисточно од града налази се велика византијска тврђава.
Град је мирно живео првих неколико векова и био је центар хришћанског деловања од 3. века. У 5. веку град су опустошили Вандали. Византијски генерал Соломон га је обновио 535. и он је остао хришћанско средиште док га у 7. веку нису опустошили Бербери, када је и напуштен. Град је био изгубљен до поновног ископавања 1881. У време оснивања, околно подручје је била плодно пољопривредно земљиште око 1000 m изнад нивоа мора. Ширење Сахаре је био главни разлог што је град тако добро очуван. Пошто није било насеља после 7. века град је делимично заштићен до дубине од око један метар.

### Типаса
Типса била је колонија у римској покрајини Цезарејска Мавретанија, која се данас зове Типаза и налази се у примоском делу централног Алжира. Од 2002. године проглашена је Светском баштином под окриљем Унеска. Град је након оснивања био мало трговачко место, ак асније претворен у војну колонију цара Кладудија. У 4. веку имао је 20.000 становника према неким историчарима.

### Тасили Аџер
Национални парк Тасили Аџер берб. ⵜⴰⵙⵉⵍⵉ ⵏ ⴰⵊⵊⵔ Tasili n Ajjer, арап. طاسيلي ناجر; "Висораван река") је национални парк у пустињи Сахари, стациониран на југоистоку Алжира. На његовом простору налази се једна од најважнијих група пећинске уметности на свету, а површине је 72.000 km². На листи УНЕСКО Светске баштине налази се од 1982. године.
На простору парка налазе се камене формације које представљају археолошки локалитет, познате по бројним праисторијским радовима од камена, а први пут су примећени 1910. године. Датирају из периода раног неолита, па све до последњег великог леденог доба, када је Сахара била савана.
Иако се извори разликују, претпоставља се да су уметнички радови старији више од 12.000 година. Већина њих датира из периода деветог и десетог миленијума ПС, по научним анализама.
Међу 15.000 гравура које су до сада идентификоване, налазе се цртежи животиња, укључујући антилопе и крокодиле и људе који се баве активностима као што су лов и плес. Ово подручје је заштићено законом управо због великог броја цртежа на стенама, по чему је и познато. Тасили Аџер налази се на југоистоку Алжира, на границама са Либијом, Нигером Малијем, а заузима површину од 72.000 km². Највиша тачка националног парка је Јебел Азао са 2,158 м, а најнижа је град Ђанет, који се налази на око 10 км југозападно од централног дела националног парка. Читаво археолошко налазиште проглашено је националним парком, а предео се налази и у оквиру програма Човек и биосфера, као и у оквиру УНЕСКО Светске баштине. Предео се састоји углавном од пешчара. Ерозија у овој области довела је до стварања готово 300 природних сводова, заједно са многим другим спектакуларним облицима. Због висине вегетација је у овом делу донекле богатија него у околним деловима пустиње, а овде се налази неколико ендемичних врста.
Буквални превод Тасили Аџера на српски језик је Плато река, који се односи на време када је клима била доста влажнија него данас. На простору парка до 20. века налазила се популација западног афричког крокодила. Постоји неколико других врста животиња које и даље живе на овом простору, као што су муфлони, једина преживела врста већих сисара, приказана још у гравурама на овом подручју.

## Верски туризам
У Алжиру доминира муслиманска вера која је распрострањена међу 99% становништва. Већина муслимана у Алжиру су припадници сунизма. Алжир настањује скоро 100.000 хришћана, који су углавном протенстанти. Према Стејт департменту у Алжиру живи око 2000 Јевреја.

### Џама ел Џазир
Џама ел Џазир (арап. جامع الجزائر, Djamaâ el Djazaïr, фр. Grande mosquée d'Alger) је џамија која се тренутно град у граду Алжиру. Када се заврши, имаће највећи минарет на свету и биће трећа највећа џамија у свету после Свете џамије и Посланикове џамије.

### Кечава
Џамија Кечава (арап. جامع كتشاوة, Djamaa Ketchaoua) је џамија која се налази у граду Алжиру. Саграђена је током Османске владавине у 17. веку и налази се под окриљем Унеска. Џамија је првобитно била изграђена 1612. године, да би 1845. године конвертована од стране Француза у катедралу Филипа, а тек 1962. године поново постала џамија. Упркос овим дешавањима у последња четири века, џамија је задржала своју првобитну величину и једна је од главних верских туристичких атракција града Алжира и читаве земље. Налази се у централном делу града, а о датуму њене изградње сведочи нотарски документ из 17. века. Обновљена је у више наврата и звана је још џамијом невероватне лепоте.

### Базилика Мајке Божје Афричке
Базилика Мајке Божје Афричке  (француски: Notre Dame d'Afrique) је католичка црква у граду Алжиру. Отворена је 1872. године, а градила се 14. година. Црква је пројектована у неовизантијском стилу, а налази се у северном делу града на надморској висини од 124 m. На зиду цркве стоји натпис Notre Dame d'Afrique priez pour nous et pour les Musulmans, што у преводу на српски језик значи: Мајко Божја Афричка, моли за нас и за муслимане.

### 1. новембар 1954.
Велика Џамија 1. новембар 1954. (арап. المسجد الكبير 1 نوفمبر 1954) је џамиај у граду Банта. Стационирана је у улици која је везана за град Бискра. Ова импозантна верска грађевина отворена је за вернике од 2003. године и једна је од бољих архитектонских достигнућа града. Пројекат за ову џамију створен је још 1980. године, а у њу може да стане 30.000 верника. Површине је 42.000 km² и тренутно је највећа џамија у граду Алжиру.

### Базилика Светог Августина
Базилика Светог Августина је католичка црква посвећена Августину Хипонском, а налази се у граду Анаба. Базилика је под окриљем епархије Константин, а њена изградња почека је 1881. године. Црква је завршена 29. марта1900. године, а иако није била посвећена Светом Августину све до 24. априла 1914. године, у њој је постојала статуса Светог Августину. Изграђена је недалеко од старе базилике коју је изградио Свети Августин, на место где је и преминуо када су град опколили Вандали.

### Катедрала Светог Исусовог срца
Катедрала Светог Исусовог срца је католичка црква која се налази у граду Оран. Црква је прављена у периоду од 1904. до 1913. године по архитекти Алберту Балуу и компанији Августа и Густава Перета. Структура цркве је од армираног бетона, који је направљен за време француске владавине у Алжиру. Постала је посвећена 30. априла 1930. године.
Катедрала је постала регионална библиотека 1984. године, а затим и јавна библиотека 1996. године.

### Џама ел Џедид
Џама ел Џедид (тур. Yeni Camii, meaning New Mosque је џамија изграђена за време Османског царва, стационирана у граду Алжиру. Саграђена је 1660. године у традицији са ханифијском мезхебом. Током француске владавине у Алжиру, звала се џамија Рибарско пристаниште. Централна купола је висине 24 m и налази се на четири стуба.

### Тлемценска џамија
Велика Тлемценска џамија (арап. الجامع الكبير لتلمسان, el-Jemaa el-Kebir litilimcen) је прва изграђена џамија у Тлемцену, 1082. године. Изграђена је у архитектури династије Алморавиди, за време владавине султана Јусуф иб Ташфина и његовог сина, Али ибн Јусуфа. Оснивач династије Алморавиди, султа Јахморацен додао је у 13. веку минаре ти куполу. Поре џамије некада је постао исламски суд и универзитет.

### Џамија Абдулах Ибн Салам
Џамија Абдулах Ибн Салам (арап. مسجد عبد الله بن سلام) је џамија у граду Орану. Званичан назив објекта је Велика синагога у Орану (арап. معبد وهران العظيم, фр. Grande synagogue d'Oran) и саграђена је 1880. године, али се њена инагурација догодила тек 1918. године. Налази се на некадашњем Булевару Јофре, трентно Булевар Мата Мухамед Ел Хабиба. Била је једна од највећих синагога у северној Африци.
Када је Алжир освојио независност 1962. године, скоро сви алжирски Јевреји су се преселили у Француску. Процењује се да је 100 до 120 хиљада Јевреја, као и милион европских насељеника напустило Алжир и населило се у Француску. Након протеривања, синагога је постала џамија.

## Културни туризам
Алжир има велику користи од природних добара као што су његове плаже, и предели попут Алжирске пустиње. На простору Алжира постоји 10 националних паркова укључујући Културни Парк Тасили који се простире на 100.000 хектара, као и Ахагар културни парк, чија је површина 380.000 хектара.
Планине Кабилија су туристички потенцијал за планинаре и љубитеље природе. На простору Алжира постоје и скијашки центри, као и бање.
Архитектонски, грађевине Алжира прављене су у великој мери под утицајем берберске, арапске, француске и шпанске културе, али и савремене.
Предео пустиње Сахаре који се протеже кроз Алжир, једна је од највећих туристичких дестинација у држави, док је Велики Југ водећа дестинација по туристима на међународном нивоу. Осим планинарења, тура пустињом Сахаром могућа је и на камилама или у возилима. Алжирска пустиња се налази у северно—централној Африци и део је пустиње Сахаре. Пустиња заузима више од четири петине територије Алжира.
На југозападним деловима земље налази се планински масив Тасили Аџер и истоимени национални парк. Ово подручје је предмет изузетног археолошког интереса и постављено је на листу Светске баштине под окриљем Унеска, 1982. године. Подручје је познато по екстремно великим температурама које током дана могу достићи и 46 °C, током најтоплијих периода.
Градови као што су Орагла, Тогорт, Бени Абес, Ардар и Ин Салах су међу најтоплијим местима на планети. Годишње просечне падавине су око 100 м на најсевернијим деловима, а централни и јужни делови имају мање од 50 мм падавина годишње.

## Кухиња
Алжирска кухиња настала је под утицајем андалузијске, медитеранске и берберске кухиње. Кухиње и јела се разликују благо по регионима. Сваки регион има своју кухињу, укључујући Кабилију, град Алжир и покрајину Константин. Већина алжирских јела се састоји од јагњећег или говеђег меса, маслиновог уља, свежег поврћа и биљака. Традиционално, ниједан алжирски оброк се не једе нез хлеба, односно без франццуског багета или пиринчаног хлеба. Свињетина је забрањена у држави, због већинског муслиманског становништва, у складу са верским законима ислама.
Алжир, као и остале земље Магреба има велике количине медитеранског воћа и поврћа, па чак и неке тропске. Јагњетина, медитарански плодови и риба такође су честа храна становника Алжира.
Алжирци конзумирају велике количине меса, која се налазе у сваком јелу. Месо које се најчешће једе је овчетина, а након тога пилетина и говедина, затим дивљач, птице, као и месо дивље свиње, које се једино може купити од ловаца, а не у продавницама.
Поврће које се највише конзумира укљчује парадајз, шаргарепу, црни лук, тиквице, бели лук, купус и плави патлиџан. У исхрани користе и маслине, а глобално поврће користи се у супама и чорбама.
Кесра, традиционална алжирска пљескавица је основа алжирске кухиње. Популарни алжирски оброк је и мергуез, изворно берберска кобасица. Уобичајено и једно од омиљених јела Алћираца је кус—кус, као и шапшука.
Зачини који се користе у алжирској кухињи су црни бибер, кумин и многи други.
Алжирска храна се често прави у глиненим посудама, слично као и у магребској кухињи. Постоји велики број салата које се једу у алжиру, а неке од њих су доспеле на ово подбебље под утицајем француске и турске кухиње.

## Клима
Северни део Алжира захвата средоземна клима. Његова клима слина је оној у јужној Калифорнији и има сличне климатске услове. Због разнолике топографије доводи до контраста у температури и учесталости падавина на вишим подручја. Киша највише пада дуж обалног дела Тела од 400 до 670 мм годишње, а количина падавина се повећава са запада према истоку. Највише падавина има у северном делу Алжира, где у неким годинама падне и до 1000 мм кише. Ветрови су североисточни лети а зими дувају ка западу и северу, а са њима могуће су и падавине.

## Галерија
- Белаја
- Ботаничка башта у граду Алжиру
- Алжирски део Сахаре
- Џамија Емир Абделкаер у граду Константин
- Поглед на град Белаја
- Предео у граде Чела
- град Константин
- Ахагар
- Ботаничка башта Хама у граду Алжиру
- Ђанет
- Малоузеј Мауританије
- Град Мила
- Планински масив у Националном парку Ђура-ђура
- Тикџда
- Сиди Мост у граду Константин
- Џамија у Шершелу
- Алжирска казба
- Батна
- Мост у Бискри
- Сиди џамија у Тлемцену
- Џамија Ел Мечар у Тлемцену
- Гробница султана Сиди у Тлемцену